# Amt Sonsbeck
Das Amt Sonsbeck war bis 1969 ein Amt im Kreis Moers in Nordrhein-Westfalen. Es ging aus der Bürgermeisterei Sonsbeck und der Bürgermeisterei Labbeck hervor. Sein Gebiet liegt heute im nordrhein-westfälischen Kreis Wesel.

## Bürgermeistereien Sonsbeck und Labbeck
Der Raum Sonsbeck gehörte vor der Franzosenzeit zum Herzogtum Kleve, das seit dem 17. Jahrhundert zu Preußen gehörte. Von 1798 bis 1814 stand der linke Niederrhein unter französischer Herrschaft. Während dieser Zeit wurden in Sonsbeck und in Labbeck nach französischem Vorbild zwei Mairien eingerichtet, die zum Kanton Xanten im Arrondissement Kleve des Rur-Departements gehörten. Nachdem 1814 der gesamte Niederrhein auf dem Wiener Kongress dem Königreich Preußen zugeschlagen wurde, kam die Gegend 1816 zum neuen Kreis Rheinberg in der Provinz Jülich-Kleve-Berg, der späteren Rheinprovinz. Aus den Mairien der Franzosenzeit wurden die preußischen Bürgermeistereien Sonsbeck und Labbeck.
Die Bürgermeisterei Sonsbeck umfasste die beiden Gemeinden Sonsbeck und Hamb, während zur Bürgermeisterei Labbeck nur die Gemeinde Labbeck gehörte.
Der Kreis Rheinberg wurde 1823 in den Kreis Geldern eingegliedert und 1857 als Kreis Moers neu eingerichtet.

## Ämter Sonsbeck und Labbeck
Am Ende des Jahres 1927 wurde die Bezeichnung aller rheinischen Landbürgermeistereien in „Amt“ geändert. Die Bürgermeistereien hießen seitdem Amt Sonsbeck und Amt Labbeck.
Wie alle preußischen Einzelgemeindeämter wurde das Amt Labbeck am 1. November 1934 aufgehoben. Labbeck wurde dadurch zunächst eine amtsfreie Gemeinde, aber bereits am 1. April 1935 in das Amt Sonsbeck eingegliedert.
Am 1. Juli 1969 wurde das Amt Sonsbeck durch das Gesetz zur Neugliederung von Gemeinden des Landkreises Moers aufgelöst. Hamb und Labbeck wurden in die Gemeinde Sonsbeck eingegliedert, die seit 1975 zum Kreis Wesel gehört.

## Einwohnerentwicklung
| Jahr | Bm. Sonsbeck | Bm. Labbeck | Quelle |
| ---- | ------------ | ----------- | ------ |
| 1828 | 2035         | 1532        | [ 7 ]  |
| 1871 | 2476         | 1669        | [ 8 ]  |
| 1885 | 2565         | 1682        | [ 9 ]  |
| 1895 | 2464         | 1729        | [ 10 ] |
| 1905 | 2640         | 1923        | [ 11 ] |
| 1910 | 2645         | 1960        | [ 12 ] |
| 1933 | 2788         | 1964        | [ 13 ] |
|      | Amt Sonsbeck |             |        |
| 1939 | 4729         | 4729        | [ 13 ] |
| 1950 | 5042         | 5042        | [ 14 ] |
| 1961 | 5343         | 5343        | [ 15 ] |

## Bürgermeister in Sonsbeck
- 1798–183100Ludwig Hinsen
- 1831–184800Friedrich von der Heyden-Rynsch
- 1848–185200Anton Joseph Hansen
- 1852–185700Peter Friedrich Klingelhoefer
- 1858–186300Johann Peter Berg
- 1873–187600Wilhelm van Laak
- 1876–191300Friedrich Laeger
- 1917–193300Josef Steves
- 1933–193800Karl Lips
- 1938–194500Rudolf Kahl
- 1946–194800Heinrich Terhoeven
- 1948–195200Jacob Kalscheuer
- 1952–196300Johann Knorr
- 1963–196900Johann Holland[16]

(ab 1948 Amtsbürgermeister)